# Тома п'ємонтезе

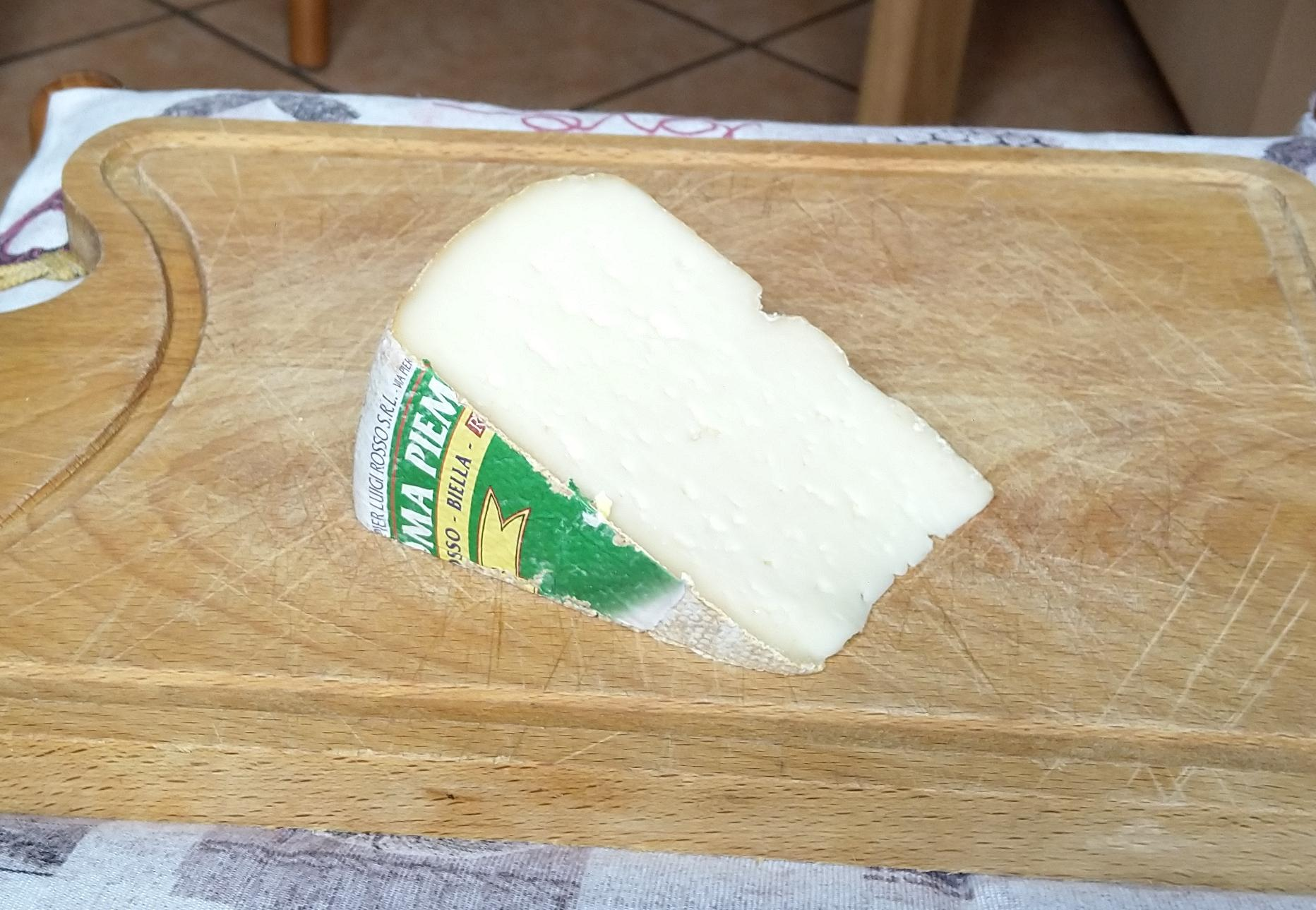
Toma Piemontese DOP

Тома п'ємонтезе («італ. Toma Piemontese») — італійський напівтвердий сир з коров'ячого молока, один з різновидів сирів Тома, виробляється у регіоні П'ємонт та Валле-д'Аоста. Згідно з правилами, позначення походження «італ. Toma Piemontese DOP» дається сиру, що виробляється в районах регіону П'ємонт: Новара, Верчеллі, Б'єлла, Турин, Кунео, Вербанія та Вербано-Кузіо-Оссола, та частина провінцій Алессандрія та Асті.

## Історія
Тома має давню історію, його виробництво у П'ємонті відомо щонайменше з ХІ сторіччя. Вважався їжею селян, оскільки мав досить гострий та солоний смак. Він замінював сіль і використовувався для заправки супів. У наш час у 1993 році сир отримав статус DOP італ. Denominazione di origine protetta, у 1996 році категорію Євросоюзу PDO англ. Protected Designation of Origin.

## Технологія виробництва
Молоко для сиру беруть після двох доїнь, якщо молоко сепарують, то готують сир зі зниженим рівнем жирності 20 %, якщо використовують незбиране молоко, готують сир з «нормальним» рівнем жирності 40 %. Термін дозрівання сирів категорії DOP — 20–45 діб. Сир, який виробляється у горах, витримують 60 діб. У процесі визрівання сири регулярно промивають в соляному розчині та перевертають. Дозрівання традиційно відбувається в печерах або окремих приміщеннях з вологістю 85 % при температурі не менше 13 °C.

## Характеристика сиру
Голова сиру циліндричної форми з плоскими або майже плоскими гранями діаметром 15–35 см, злегка опуклою стороною, висотою 6–12 см, вагою 1,8–8 кг. Тома п'ємонтезе відноситься до сирів з «вимитою скоринкою».. Аромат, смак, колір та текстура сиру відрізняється залежно від того, чи виробляється він з цільного жирного молока італ. «Toma Tenera», чи з сепарованого нежирного молока італ. «Toma Semidura» або італ. «Toma Semigrassa». У першому випадку сир — солом'яно-жовтий колір сирної маси, з рівномірно розподіленими «вічками», солодким, приємним смаком та ніжним ароматом. Скоринка еластична, гладенька та має колір від солом'яно-жовтого у молодого сиру до червонувато-коричневого у більш витриманого. Якщо сир був зроблений зі знежиреного молока, він має зморшкувату, нееластичну шкірку, білий колір сирної маси, «вічка» дуже маленькі, аромат інтенсивний.

## Вживання
Вживають як самостійну страву. Тома зі знежиреного молока найкраще смакує з хлібом, джемом, медом, горіхами. Насичені червоні вина, такі як Дольчетто, Карема та Бароло, добре поєднуються з витриманим Тома, а легкі білі вина (наприклад Шардоне) — з молодим Тома. Тома також додають у різноманітні страви при їх приготуванні, зокрема запікають з картоплею та додають у фондю, ньокі, різотто, пасту.